# Imogen Stubbs
Imogen Stubbs, Lady Nunn (ur. 20 lutego 1961 w Newcastle upon Tyne) – brytyjska aktorka teatralna, telewizyjna i filmowa oraz scenarzystka.

## Wybór filmografii
- 1982: Privileged jako Imogen
- 1986: Nanou jako Nanou
- 1988: Deadline jako Lady Romy-Burton
- 1988: A Summer Story jako Megan David
- 1989: Eryk wiking (ang. Erik the Viking) jako księżniczka Aud
- 1991: The Wanderer jako narrator (głos)
- 1991: Barwy prawdy (ang. True Colours lub True Colors) jako Diana Stiles
- 1994: A Pin for the Butterfly jako matka
- 1995: Jack & Sarah jako Sarah
- 1995: Rozważna i romantyczna (ang. Sense and Sensibility) jako Lucy Steele
- 1996: Wieczór Trzech Króli (ang. Twelfth Night: Or What You Will) jako Viola
- 2003: Collusion jako Mary Dolphin
- 2004: Dead Cool jako Henny